# 6 Hours of Silverstone 2018

Tor Silverstone Circuit

6 Hours of Silverstone 2018 – długodystansowy wyścig samochodowy, który odbył się 19 sierpnia 2018 roku. Był on trzecią rundą sezonu 2018/2019 serii FIA World Endurance Championship.

## Harmonogram
| Dzień                  | Godzina | Sesja                             | Długość  |
| ---------------------- | ------- | --------------------------------- | -------- |
| Piątek, 17 sierpnia    | 12:15   | Pierwsza sesja treningowa         | 90 minut |
| Piątek, 17 sierpnia    | 16:25   | Druga sesja treningowa            | 90 minut |
| Sobota, 18 sierpnia    | 9:00    | Trzecia sesja treningowa          | 60 minut |
| Sobota, 18 sierpnia    | 12:00   | Kwalifikacje LMGTE Pro i LMGTE Am | 20 minut |
| Sobota, 18 sierpnia    | 12:25   | Kwalifikacje LMP1 i LMP2          | 20 minut |
| Niedziela, 19 sierpnia | 12:00   | Wyścig                            | 6 godzin |
| Źródło                 |         |                                   |          |

## Sesje treningowe
| Klasa          | Zespół                        | Samochód                 | Czas           | Okr.           |
| Sesja pierwsza | Sesja pierwsza                | Sesja pierwsza           | Sesja pierwsza | Sesja pierwsza |
| -------------- | ----------------------------- | ------------------------ | -------------- | -------------- |
| LMP1           | #7 Toyota Gazoo Racing        | Toyota TS050 Hybrid      | 1:39,916       | 24             |
| LMP2           | #28 TDS Racing                | Oreca 07                 | 1:46,122       | 32             |
| LMGTE Pro      | #66 Ford Chip Ganassi Team UK | Ford GT                  | 1:56,852       | 20             |
| LMGTE Am       | #88 Dempsey - Proton Racing   | Porsche 911 RSR          | 1:59,418       | 26             |
| Sesja druga    |                               |                          |                |                |
| LMP1           | #7 Toyota Gazoo Racing        | Toyota TS050 Hybrid      | 1:38,536       | 48             |
| LMP2           | #38 Jackie Chan DC Racing     | Oreca 07                 | 1:45,311       | 43             |
| LMGTE Pro      | #67 Ford Chip Ganassi Team UK | Ford GT                  | 1:56,898       | 43             |
| LMGTE Am       | #88 Dempsey - Proton Racing   | Porsche 911 RSR          | 1:59,105       | 37             |
| Sesja trzecia  |                               |                          |                |                |
| LMP1           | #8 Toyota Gazoo Racing        | Toyota TS050 Hybrid      | 1:37,677       | 31             |
| LMP2           | #28 TDS Racing                | Oreca 07                 | 1:44,247       | 26             |
| LMGTE Pro      | #67 Ford Chip Ganassi Team UK | Ford GT                  | 1:55,197       | 25             |
| LMGTE Am       | #98 Aston Martin Racing       | Aston Martin Vantage GTE | 1:58,460       | 25             |

## Kwalifikacje
Pole position w każdej kategorii oznaczone jest pogrubieniem.
| Poz.   | Klasa     | Zespół                        | Średnia  | Strata  | Poz. s. |
| ------ | --------- | ----------------------------- | -------- | ------- | ------- |
| 1      | LMP1      | #7 Toyota Gazoo Racing        | 1:36,895 | —       | 1       |
| 2      | LMP1      | #8 Toyota Gazoo Racing        | 1:37,306 | +0,411  | 2       |
| 3      | LMP1      | #11 SMP Racing                | 1:38,932 | +2,037  | 3       |
| 4      | LMP1      | #17 SMP Racing                | 1:39,070 | +2,175  | 4       |
| 5      | LMP1      | #3 Rebellion Racing           | 1:39,247 | +2,352  | 5       |
| 6      | LMP1      | #1 Rebellion Racing           | 1:39,613 | +2,718  | 6       |
| 7      | LMP1      | #10 DragonSpeed               | 1:41,412 | +4,517  | 7       |
| 8      | LMP1      | #4 ByKolles Racing Team       | 1:41,839 | +4,944  | 8       |
| 9      | LMP2      | #37 Jackie Chan DC Racing     | 1:44,896 | +8,001  | 9       |
| 10     | LMP2      | #38 Jackie Chan DC Racing     | 1:45,083 | +8,188  | 10      |
| 11     | LMP2      | #36 Signatech Alpine Matmut   | 1:46,370 | +9,475  | 11      |
| 12     | LMP2      | #28 TDS Racing                | 1:47,048 | +10,153 | 12      |
| 13     | LMP2      | #29 Racing Team Nederland     | 1:47,107 | +10,212 | 13      |
| 14     | LMP2      | #31 DragonSpeed               | 1:47,270 | +10,375 | 14      |
| 15     | LMP2      | #50 Larbre Compétition        | 1:49,489 | +12,594 | 15      |
| 16     | LMGTE Pro | #66 Ford Chip Ganassi Team UK | 1:55,727 | +18,832 | 16      |
| 17     | LMGTE Pro | #97 Aston Martin Racing       | 1:55,805 | +18,910 | 17      |
| 18     | LMGTE Pro | #95 Aston Martin Racing       | 1:56,103 | +19,208 | 18      |
| 19     | LMGTE Pro | #67 Ford Chip Ganassi Team UK | 1:56,204 | +19,309 | 19      |
| 20     | LMGTE Pro | #92 Porsche GT Team           | 1:56,446 | +19,551 | 20      |
| 21     | LMGTE Pro | #71 AF Corse                  | 1:56,510 | +19,615 | 21      |
| 22     | LMGTE Pro | #82 BMW Team MTEK             | 1:56,731 | +19,836 | 22      |
| 23     | LMGTE Pro | #81 BMW Team MTEK             | 1:56,992 | +20,097 | 23      |
| 24     | LMGTE Pro | #51 AF Corse                  | 1:57,105 | +20,210 | 24      |
| 25     | LMGTE Pro | #91 Porsche GT Team           | 1:57,151 | +20,256 | 25      |
| 26     | LMGTE Am  | #56 Team Project 1            | 1:59,001 | +22,106 | 26      |
| 27     | LMGTE Am  | #77 Dempsey - Proton Racing   | 1:59,203 | +22,308 | 27      |
| 28     | LMGTE Am  | #90 TF Sport                  | 1:59,275 | +22,380 | 28      |
| 29     | LMGTE Am  | #98 Aston Martin Racing       | 1:59,338 | +22,443 | 29      |
| 30     | LMGTE Am  | #88 Dempsey - Proton Racing   | 1:59,757 | +22,862 | 30      |
| 31     | LMGTE Am  | #54 Spirit of Race            | 1:59,809 | +22,914 | 31      |
| 32     | LMGTE Am  | #70 MR Racing                 | 2:00,003 | +23,108 | 32      |
| 33     | LMGTE Am  | #61 Clearwater Racing         | 2:00,118 | +23,223 | 33      |
| 34     | LMGTE Am  | #86 Gulf Racing               | 2:00,221 | +23,326 | 34      |
| Źródła |           |                               |          |         |         |

## Wyścig

### Wyniki
Minimum do bycia sklasyfikowanym (70 procent dystansu pokonanego przez zwycięzców wyścigu) wyniosło 135 okrążeń. Zwycięzcy klas są oznaczeni pogrubieniem.
| Poz.              | Klasa     | Zespół                        | Kierowcy                                                | Samochód                    | Opony | Okr. | Czas/Strata   |
| ----------------- | --------- | ----------------------------- | ------------------------------------------------------- | --------------------------- | ----- | ---- | ------------- |
| 1                 | LMP1      | #3 Rebellion Racing           | Mathias Beche Thomas Laurent Gustavo Menezes            | Rebellion R13               | M     | 193  | 6:02:10,579   |
| 2                 | LMP1      | #1 Rebellion Racing           | Neel Jani André Lotterer                                | Rebellion R13               | M     | 192  | +1 okrążenie  |
| 3                 | LMP1      | #17 SMP Racing                | Stéphane Sarrazin Jegor Orudżew                         | BR Engineering BR1 - AER    | M     | 192  | +1 okrążenie  |
| 4                 | LMP2      | #38 Jackie Chan DC Racing     | Ho-Pin Tung Gabriel Aubry Stéphane Richelmi             | Oreca 07                    | D     | 185  | +8 okrążeń    |
| 5                 | LMP2      | #37 Jackie Chan DC Racing     | Jazeman Jaafar Weiron Tan Nabil Jeffri                  | Oreca 07                    | D     | 185  | +8 okrążeń    |
| 6                 | LMP2      | #36 Signatech Alpine Matmut   | Nicolas Lapierre André Negrão Pierre Thiriet            | Alpine A470                 | D     | 183  | +10 okrążeń   |
| 7                 | LMP2      | #31 DragonSpeed               | Roberto González Pastor Maldonado Anthony Davidson      | Oreca 07                    | M     | 181  | +12 okrążeń   |
| 8                 | LMP2      | #29 Racing Team Nederland     | Frits van Eerd Giedo van der Garde Nyck de Vries        | Dallara P217                | M     | 181  | +12 okrążeń   |
| 9                 | LMP2      | #50 Larbre Compétition        | Erwin Creed Romano Ricci Yoshiharu Mori                 | Ligier JS P217              | M     | 176  | +17 okrążeń   |
| 10                | LMP2      | #28 TDS Racing                | François Perrodo Matthieu Vaxivière Loïc Duval          | Oreca 07                    | D     | 173  | +20 okrążeń   |
| 11                | LMGTE Pro | #51 AF Corse                  | Alessandro Pier Guidi James Calado                      | Ferrari 488 GTE Evo         | M     | 172  | +21 okrążeń   |
| 12                | LMGTE Pro | #67 Ford Chip Ganassi Team UK | Andy Priaulx Harry Tincknell                            | Ford GT                     | M     | 172  | +21 okrążeń   |
| 13                | LMGTE Pro | #92 Porsche GT Team           | Michael Christensen Kévin Estre                         | Porsche 911 RSR             | M     | 172  | +21 okrążeń   |
| 14                | LMGTE Pro | #97 Aston Martin Racing       | Alexander Lynn Maxime Martin                            | Aston Martin Vantage AMR    | M     | 171  | +22 okrążenia |
| 15                | LMGTE Pro | #81 BMW Team MTEK             | Martin Tomczyk Nicky Catsburg                           | BMW M8 GTE                  | M     | 171  | +22 okrążenia |
| 16                | LMGTE Pro | #66 Ford Chip Ganassi Team UK | Stefan Mücke Olivier Pla                                | Ford GT                     | M     | 170  | +23 okrążenia |
| 17                | LMGTE Am  | #77 Dempsey - Proton Racing   | Christian Ried Julien Andlauer Matt Campbell            | Porsche 911 RSR             | M     | 168  | +25 okrążeń   |
| 18                | LMGTE Am  | #90 TF Sport                  | Salih Yoluç Jonathan Adam Charlie Eastwood              | Aston Martin Vantage GTE    | M     | 168  | +25 okrążeń   |
| 19                | LMGTE Am  | #56 Team Project 1            | Jörg Bergmeister Patrick Lindsey Egidio Perfetti        | Porsche 911 RSR             | M     | 168  | +25 okrążeń   |
| 20                | LMGTE Am  | #98 Aston Martin Racing       | Paul Dalla Lana Pedro Lamy Mathias Lauda                | Aston Martin Vantage GTE    | M     | 168  | +25 okrążeń   |
| 21                | LMGTE Am  | #61 Clearwater Racing         | Weng Sun Mok Keita Sawa Matthew Griffin                 | Ferrari F488 GTE            | M     | 167  | +26 okrążeń   |
| 22                | LMGTE Am  | #86 Gulf Racing               | Michael Wainwright Benjamin Barker Alex Davison         | Porsche 911 RSR             | M     | 167  | +26 okrążeń   |
| 23                | LMGTE Am  | #70 MR Racing                 | Motoaki Ishikawa Olivier Beretta Eddie Cheever III      | Ferrari F488 GTE            | M     | 167  | +26 okrążeń   |
| 24                | LMGTE Am  | #88 Dempsey - Proton Racing   | Gianluca Roda Giorgio Roda Matteo Cairoli               | Porsche 911 RSR             | M     | 167  | +26 okrążeń   |
| 25                | LMP1      | #10 DragonSpeed               | Henrik Hedman Ben Hanley Renger van der Zande           | BR Engineering BR1 - Gibson | M     | 165  | +28 okrążeń   |
| 26                | LMGTE Am  | #54 Spirit of Race            | Thomas Flohr Francesco Castellacci Giancarlo Fisichella | Ferrari F488 GTE            | M     | 158  | +35 okrążeń   |
| 27                | LMGTE Pro | #71 AF Corse                  | Davide Rigon Sam Bird                                   | Ferrari 488 GTE Evo         | M     | 157  | +36 okrążeń   |
| 28                | LMGTE Pro | #95 Aston Martin Racing       | Marco Sørensen Nicki Thiim                              | Aston Martin Vantage AMR    | M     | 155  | +38 okrążeń   |
| Niesklasyfikowani |           |                               |                                                         |                             |       |      |               |
|                   | LMGTE Pro | #82 BMW Team MTEK             | Augusto Farfus António Félix da Costa                   | BMW M8 GTE                  | M     | 116  |               |
|                   | LMP1      | #4 ByKolles Racing Team       | Oliver Webb René Binder                                 | ENSO CLM P1/01 - Nismo      | M     | 59   |               |
|                   | LMP1      | #11 SMP Racing                | Michaił Aloszyn Witalij Pietrow Jenson Button           | BR Engineering BR1 - AER    | M     | 23   |               |
| Zdyskwalifikowani |           |                               |                                                         |                             |       |      |               |
| [ a ]             | LMP1      | #8 Toyota Gazoo Racing        | Sébastien Buemi Kazuki Nakajima Fernando Alonso         | Toyota TS050 Hybrid         | M     | 197  |               |
| [ a ]             | LMP1      | #7 Toyota Gazoo Racing        | Mike Conway Kamui Kobayashi José María López            | Toyota TS050 Hybrid         | M     | 197  |               |
| [ b ]             | LMGTE Pro | #91 Porsche GT Team           | Richard Lietz Gianmaria Bruni                           | Porsche 911 RSR             | M     | 172  |               |

### Statystyki

#### Najszybsze okrążenie
| Klasa     | Kierowca           | Zespół                        | Czas     | Okr. |
| --------- | ------------------ | ----------------------------- | -------- | ---- |
| LMP1      | Kamui Kobayashi    | #7 Toyota Gazoo Racing        | 1:39,602 | 4    |
| LMP2      | Matthieu Vaxivière | #28 TDS Racing                | 1:47,381 | 61   |
| LMGTE Pro | Harry Tincknell    | #67 Ford Chip Ganassi Team UK | 1:57,789 | 149  |
| LMGTE Am  | Matt Campbell      | #77 Dempsey - Proton Racing   | 1:59,651 | 85   |
| Źródło    |                    |                               |          |      |